# Escissione del clitoride
L'escissione del clitoride rientra nelle mutilazioni degli organi genitali femminili e consiste nell'ablazione (asportazione) del clitoride (clitoridectomia), praticata per le motivazioni più svariate. Gli organi amputati non possono venire ricostruiti o comunque non in modo tale da restituire la sensibilità erogena.
Si stima che ogni anno nel mondo tre milioni di bambine vengano sottoposte a escissione o infibulazione. Le mutilazioni genitali femminili sono maggiormente diffuse in alcune aree dell'Africa e parzialmente diffuse nel Sud-Est asiatico e nel Medio Oriente.

## Effetti e rischi della mutilazione
- Eliminazione del piacere nei rapporti sessuali (con tutti i conseguenti effetti psicologici).
- Formazione di un neuroma in corrispondenza del nervo dorsale del clitoride, che rende insopportabile anche la minima stimolazione tattile.
- L'operazione viene eseguita spesso da chirurghi improvvisati, in condizioni di scarsa igiene e con strumenti inadeguati, con rischi seri di emorragie, infezioni e altro ancora (talvolta anche con esito fatale).

Questi effetti sono ancora più gravi in caso di infibulazione, nel qual caso se ne aggiungono altri ancora.

## Diffusione

### Nel Passato

#### L'escissione nell'antichità
La pratica della mutilazione dei genitali femminili è antichissima ed è difficile stabilirne l'origine. Era presente in molte antiche civiltà, probabilmente già durante l'antico Egitto: alcuni rilievi delle tombe della VI dinastia (2340 a.C. circa) sembrano testimoniare l'uso della circoncisione femminile, inoltre alcuni archeologi affermano che si può trovar traccia di clitoridectomia in certe mummie ben conservate. Erodoto (V secolo a.C.) cita i Fenici, gli Hittiti, gli Etiopi e gli Egiziani come popoli in cui si praticava l'escissione. Anche i Romani e i Greci la praticavano allo scopo di ridurre il desiderio sessuale femminile. Paolo di Egina (VII secolo d.C.) sosteneva che se non venivano rimossi, i clitoridi delle bambine sarebbero cresciuti come peni e quindi usati per rapporti lesbici: poiché questo veniva considerato scandaloso, i clitoridi andavano tagliati in tempo (fra alcune tribù africane questa credenza è ancora molto diffusa).

#### Fino all'Ottocento in occidente
Anche se attualmente è una pratica abbandonata (alcune fonti affermano che negli USA c'è stato qualche raro caso anche recentemente), l'asportazione del clitoride era praticata in Europa e negli Stati Uniti nel 1800, tramite l'asportazione chirurgica o cauterizzazione del clitoride, per "curare" il cosiddetto clitorismo (masturbazione femminile), la ninfomania e il lesbismo (qualcuno era arrivato a considerare perfino l'orgasmo femminile come una malattia). La maggior parte dei medici britannici abbandonò questa pratica nel 1867, quando vennero giudicate infondate le motivazioni, ma negli USA continuò e vi si aggiunse perfino ovariectomia (ablazione delle ovaie).

### Persistenza odierna

#### L'escissione in Africa
In Africa, le pratiche dell'escissione del clitoride e dell'infibulazione sono antecedenti alla diffusione dell'islam e sono praticate ancora oggi. L'escissione del clitoride è presente in Kenya, Burkina Faso, Uganda, Ghana, Mali, Gibuti, Etiopia (qui ad eccezione della provincia nord-occidentale del Gojjam, dove tali pratiche non sono diffuse), Somalia ed Egitto sono i paesi dove la mutilazione genitale femminile è una pratica comune, cui la maggioranza delle bambine viene sottoposta prima di essere iscritte a scuola e, comunque, ben prima di raggiungere lo sviluppo sessuale. Secondo uno studio del 2005, in Egitto il 96% delle donne ha subito mutilazioni sessuali.
Secondo i praticanti, la ragazza che subisce l'escissione del clitoride resterà pura per la notte di nozze e il marito non l'abbandonerà per la vergogna.
Le organizzazioni non governative che operano in questi paesi lottano contro tale pratica. Qualche risultato positivo è stato raggiunto. 
Nel 2003 si è tenuta al Cairo la prima conferenza internazionale sul tema. Con la "Dichiarazione del Cairo", i partecipanti hanno chiesto ufficialmente ai parlamenti nazionali di redigere norme legislative per sradicare tale pratica. Successivamente il Kenya ha bandito le mutilazioni genitali femminili. Nel 2008 altri due Paesi africani hanno condannato escissione e infibulazione:
- il Parlamento egiziano ha approvato una legge - che rientra in una normativa sull'infanzia - che considera l'escissione un reato, punibile penalmente (ma il provvedimento precisa che l'escissione può essere praticata in caso di «necessità medica», aprendo così la via a interpretazioni che rischiano di ridurne la portata);
- il Parlamento dell'Uganda ha messo a punto un disegno di legge contro le mutilazioni sessuali, che dovrebbe terminare il proprio iter nel marzo 2009.

#### Escissione e Islam
Nel 1994 il Grande Imam di al-Azhar egiziano, lo sceicco Jād al-Ḥaqq ʿAli Jād al-Ḥaqq (1917-1996, in carica come Grande Imam dal 1982), emise una fatwā che affermava: "La circoncisione è obbligatoria per uomini e donne. Se gli abitanti di un qualsiasi villaggio decidessero di abbandonarla, il [suo] imam dovrà opporsi, come se non ascoltassero più il richiamo della preghiera canonica.
Nel 1949, 1951 e 1981 anche l'Università al-Azhar del Cairo ha emesso e ripetuto altre fatwa favorevoli all'escissione.
Nel marzo 2005 Aḥmed Ṭālib, presidente della facoltà di Sharia sempre all'Università di al-Azhar, ha però affermato: "Tutte le forme di circoncisione e mutilazione femminili sono reato e non hanno niente a che vedere con l'Islam. Sia che essa preveda la rimozione della pelle o il taglio della carne degli organi genitali femminili [...] non è un obbligo nell'Islam.
Sul tema, al-Azhar ha nel 2013 organizzato un simposio in cui il tema è stato nuovamente trattato, in chiaro antagonismo con la Fratellanza Musulmana al potere, toccando il tema anche del matrimonio precoce di una fanciulla, biasimando questa usanza.

## Controversie e opposizioni alla pratica
In Italia una campagna per la cessazione delle mutilazioni genitali femminili è stata lanciata negli anni novanta dalla leader radicale Emma Bonino, che, a fianco dell'organizzazione Non c'è pace senza giustizia, ha organizzato eventi, iniziative e conferenze sull'argomento con politici europei e africani.
Nel 2010 è stata rilanciata da Emma Bonino, Radicali Italiani e Non c'è pace senza giustizia, la campagna contro le mutilazioni genitali femminili. In tutto il mondo, grazie alla loro iniziativa, sono state raccolte firme per un appello di messa al bando di questa pratica da presentare all'Assemblea Generale delle Nazioni Unite.